# Bảo tàng Toilet quốc tế Sulabh
Bảo tàng Toilet quốc tế Sulabh là một bảo tàng có vị trí tại Delhi được điều hành bởi Sulabh International, trưng bày và triển lãm lịch sử toàn cầu về vấn đề vệ sinh và hiện vật về nhà vệ sinh. Theo tạp chí Time, bảo tàng này được xếp là một bảo tàng kỳ lạ trong số "10 bảo tàng trên khắp thế giới hoàn toàn không tẻ nhạt". Bảo tàng này được thành lập vào năm 1992 bởi Tiến sĩ Bindeshwar Pathak, một nhà hoạt động xã hội, cũng là người sáng lập Phong trào Cải cách Xã hội và Vệ sinh Sulabh, người được nhận các giải thưởng quốc gia và quốc tế bao gồm cả Giải thưởng nước Stockholm vào năm 2009. Mục tiêu của ông khi thành lập bảo tàng này là nói lên sự cần thiết về việc giải quyết các vấn đề của lĩnh vực vệ sinh trong quốc gia, cũng như việc xem xét những nỗ lực đã được thực hiện ở nhiều nơi trên thế giới trong lĩnh vực này kể từ thiên niên kỷ thứ ba trước Công nguyên.

## Bối cảnh
Theo một thống kế, 60% dân số của Ấn Độ đều phải đi vệ sinh nơi công cộng bởi họ không thể hoặc không có nhà vệ sinh sạch sẽ và đủ riêng tư. Tình trạng tồi tệ xảy ra năm 1970 khi Bindeshwar Pathak giới thiệu loại bệ xí công cộng tới người dân một ngôi làng nhỏ ở Patna, Bihar. Ban đầu, ông đã bị mọi người cười nhạo ý tưởng này, tuy nhiên hơn 15 triệu người trên khắp Ấn Độ đã sử dụng loại toilet do Sulabh International xây dựng, một tổ chức phi lợi nhuận mà Bindeshwar Pathak sáng lập nên.
Bảo tàng Sulabh nằm trong khu văn phòng của tổ chức, lần theo lịch sử phát triển của hệ thống toilet trên toàn thế giới. Bên trong bảo tàng nhỏ còn có các loại toilet mới sử dụng nhiều công nghệ hiện đại.

## Trưng bày
Bảo tàng Sulabh được thành lập vào năm 1992 nhằm thúc đẩy thói quen vệ sinh an toàn trên toàn Ấn Độ. Bảo tàng đã tổ chức các cuộc triển lãm từ 50 quốc gia. Các hiện vật vệ sinh, trải dài từ 3000 năm trước Công nguyên đến cuối thế kỷ 20, được sắp xếp theo thứ tự thời gian: "Cổ đại, Trung cổ và Hiện đại."  Bảo tàng nằm bên trong một tòa nhà bê tông Bảo tàng nhỏ và chỉ có một căn phòng dài tuy nhiên lại được coi là "thế giới về toilet".
Các vật triển lãm của bảo tàng thể hiện sự phát triển của công nghệ liên quan đến toilet trong toàn bộ lịch sử loài người. Theo thời gian, chúng thể hiện các thói quen xã hội, các nghi thức cụ thể đối với tình trạng vệ sinh hiện có và khuôn khổ pháp lý của chúng. Các hiện vật được trưng bày bao gồm nhà xí tách biệt, chậu đựng nước tiểu, bồn cầu được trang trí theo phong cách thời Victoria, đồ nội thất nhà vệ sinh, chậu rửa vệ sinh và vòi nước thịnh hành từ năm 1145 Công nguyên cho đến nay. Các bảng trung còn trưng bày các câu thơ liên quan đến nhà vệ sinh và công dụng của nó.
Một số đồ vật và biểu đồ thông tin có thể kể đến như: một bản sao của một ghế tiểu tiện dưới hình dạng rương kho báu của thời kỳ trung cổ ở Anh; bản sao của nhà vệ sinh được cho là của Vua Louis XIV, có thể đã được nhà vua sử dụng để đi vệ sinh trong khi thiết triều; nhà vệ sinh được ngụy trang dưới dạng tủ sách. Cũng có thông tin được trưng bày về việc chuyển giao công nghệ từ Nga cho NASA để chuyển nước tiểu thành nước uống được, một thỏa thuận trị giá 19 triệu đô la; bảng trưng bày truyện tranh, truyện cười và phim hoạt hình liên quan đến hài hước trên nhà vệ sinh; chậu vệ sinh làm bằng vàng và bạc được sử dụng bởi các hoàng đế La Mã; thông tin về bình xả được thiết kế vào năm 1596 bởi John Harington trong thời kỳ của Nữ hoàng Elizabeth I; hệ thống thoát nước tồn tại trong Nền văn minh Harappan và thông tin lịch sử từ khu khảo cổ Lothal về sự phát triển của nhà vệ sinh trong nền văn minh Thung lũng Indus.
Tính từ ngày mở cửa tới năm 2016, bảo tàng tiếp đón khoảng 100.000 khách tham quan.